# Триджано
Триджано (італ. Triggiano) — муніципалітет в Італії, у регіоні Апулія,  метрополійне місто Барі.
Триджано розташоване на відстані близько 380 км на схід від Рима, 8 км на південний схід від Барі.
Населення — 27 221 особа (2014).
Щорічний фестиваль відбувається третьої неділі вересня. Покровитель — Maria SS. della Croce.

## Демографія
Населення за роками:

Станом на 1 січня 2023 року в муніципалітеті офіційно проживало 569 іноземців з 59 країн, серед них 76 громадян країн Євросоюзу та 19 громадян України.

## Сусідні муніципалітети
- Барі
- Капурсо
- Нойкаттаро